# OPERA

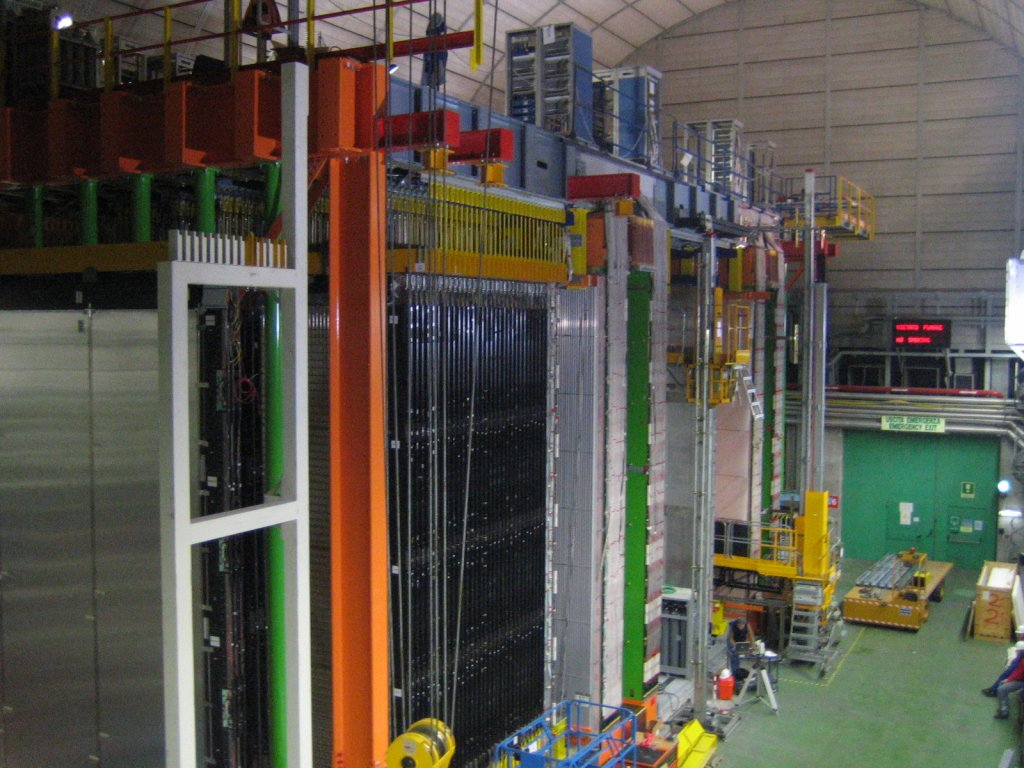
Il rivelatore di OPERA

OPERA (acronimo di Oscillation Project with Emulsion-tRacking Apparatus) è un esperimento di fisica delle alte energie progettato per studiare le oscillazioni dei neutrini muonici in neutrini tauonici, ovvero la trasformazione dei neutrini di tipo muonico in neutrini di tipo tauonico, attraverso una osservazione diretta. È una collaborazione tra il CERN di Ginevra e i Laboratori Nazionali del Gran Sasso (LNGS) e usa il fascio di neutrini del progetto CERN Neutrinos to Gran Sasso (CNGS).
Il responsabile internazionale dell'esperimento è Giovanni De Lellis, dell'Università Federico II e dell'INFN di Napoli. Il precedente responsabile di OPERA è stato il fisico Antonio Ereditato, che si è dimesso nel 2012.
L'esperimento OPERA ha raccolto dati dal 2008 al 2012.

## Rivelatore
OPERA, situato nella Hall C dei laboratori sotterranei del Gran Sasso, è stato costruito tra il 2003 e il 2008. Il suo rivelatore, delle dimensioni di 10m x 10m x 20m e del peso di circa 4000 tonnellate, era costituito da due super-moduli (SM) identici, allineati lungo la direzione del fascio CNGS. Il rivelatore era basato su un apparato ibrido costituito sia da rivelatori elettronici che da rivelatori visuali (le emulsioni nucleari).
Il tauone che risulta dall'interazione di un neutrino tauonico viene osservato nelle Emulsion Cloud Chamber (ECC, dette "brick"), strutture modulari, delle dimensioni di 12.7 × 10.2 × 7.5 cm3 e del peso di 8.3 kg ciascuno, realizzate alternando 56 lastre di piombo, materiale inerte e con alto Z, spesse 1 mm, a speciali lastre fotografiche chiamate emulsioni nucleari, sensibili al passaggio delle particelle cariche. Le emulsioni nucleari consentono di ricostruire la traiettoria delle particelle cariche con una precisione inferiore al micron, precisione necessaria a identificare il vertice di interazione di neutrino e il tauone presente nelle interazioni di neutrino tauonico, data la sua breve vita media (2.9·10-13 s). 
Nell'intero rivelatore erano presenti 9 milioni di emulsioni nucleari, in circa 150 000 brick.
I brick erano assemblati in modo da formare, in ogni super-modulo, 31 strutture piane parallele dette "parete" (wall), posta trasversalmente rispetto alla direzione del fascio, a cui erano accoppiati due piani di tracciatori costituiti da barre di scintillatore plastico (Target Tracker). Alla fine di ogni supermodulo era presente uno spettrometro magnetico per identificare i muoni e determinarne la carica e l’impulso. Durante la presa dati, il brick in cui è avvenuta l'interazione di neutrino era individuato in tempo reale dagli scintillatori e dagli spettrometri. Il brick contenente l'interazione veniva poi estratto dal muro per lo sviluppo chimico delle emulsioni, la scansione attraverso microscopio ottico e la ricerca topologica e cinematica dei decadimenti del tauone.

## Il fascio CNGS
Il fascio CNGS (CERN Neutrinos to Gran Sasso) era generato dall'acceleratore SPS del CERN, partendo da un fascio di protoni a 400 GeV che veniva fatto collidere con un bersaglio di grafite all'interno del tunnel CNGS. Le particelle risultanti, kaoni e pioni, venivano quindi concentrate con una lente magnetica e viaggiavano per 1 km lungo il tunnel del CNGS in un tubo a vuoto. Queste particelle sono naturalmente instabili, e i loro prodotti di decadimento includono muoni e neutrini muonici. Tra tutte le particelle, i neutrini sono gli unici che, interagendo raramente con la materia, continuano il loro tragitto inalterati, percorrendo 730 km attraverso la crosta terrestre, fino ad arrivare al rivelatore di OPERA in 2.4 millisecondi. Un esperimento di questo tipo, in cui il fascio prodotto da un acceleratore è diretto verso un rivelatore distante centinaia di chilometri, viene detto ‘‘long-baseline’’.
L'energia media dei neutrini prodotti era 17 GeV. La contaminazione del fascio in termini di interazioni attese nel rivelatore era del 2.1% per antineutrini muonici e inferiore all'1% per la somma di neutrini e antineutrini elettronici, mentre la contaminazione di neutrini tau era trascurabile.

## Osservazioni sperimentali

### Oscillazione del sapore dei neutrini
Il 31 maggio 2010, i ricercatori di OPERA hanno osservato il primo evento candidato ad essere un'oscillazione da neutrino muonico a tauonico.
Nel campione di dati analizzato fino al 2015, corrispondente a 5408 interazioni ricostruite di neutrino, sono stati trovati in tutto cinque candidati neutrini tau, che soddisfacevano requisiti molto stringenti in modo da avere un rapporto segnale/fondo molto alto. Il fondo atteso, con tali requisiti stringenti, era di 0.25±0.05 eventi, pertanto l'osservazione di cinque candidati ha permesso di dichiarare la scoperta dell'oscillazione dei neutrini muonici in neutrini tauonici, grazie a osservazione diretta, con un livello di significatività di 5.1σ. Questo risultato è stato citato nel background scientifico del Premio Nobel per la Fisica del 2015, dato per la scoperta delle oscillazioni di neutrino.
Nel 2018 la Collaborazione OPERA ha pubblicato i risultati finali sull'oscillazione dei neutrini muonici in neutrino tauonici utilizzando l'intero campione di dati, corrispondente a 5603 interazioni ricostruite di neutrino. In questa seconda fase è stato scelto di utilizzare una selezione meno stringente per la selezione dei candidati, a fronte di una analisi fatta con tecniche di machine learning, che consentono di distinguere il segnale dal fondo attraverso l'insieme delle caratteristiche dell'interazione. In questo modo sono stati trovati dieci candidati neutrino tau ed è stato possibile misurare, con una incertezza statistica inferiore, i parametri dell'oscillazione e la sezione d'urto del neutrino tau su Piombo.

### Altri risultati dell'esperimento OPERA
Un riassunto dei principali risultati ottenuti dall'esperimento OPERA si può trovare qui. Questi riguardano:
- Misura del rapporto delle cariche dei muoni atmosferici con energia dell'ordine dei TeV[14]
- Misura della variazione del flusso stagionale dei muoni cosmici[15]
- Studio della molteplicità degli adroni carichi in interazioni di corrente carica su Piombo[16]
- Oscillazione di neutrino elettronico in neutrino tau[17]
- Mixing model con tre sapori di neutrino[17]
- Mixing model con tre sapori di neutrino più un neutrino sterile[17]
- Prima osservazione di interazione di neutrino tau con produzione di adrone contenente il quark charm[18]
- Parametri di oscillazione usando un'analisi combinata dei tre sapori: tauonico, muonico ed elettronico[19]

### Anomalia sulla velocità dei neutrini
Nel settembre 2011 i ricercatori che collaborano all'esperimento hanno pubblicato su arXiv un preprint in cui affermavano di aver trovato un'anomalia nel tempo di volo dei neutrini: essi infatti sembravano avere una velocità superiore a quella della luce. Nuove misure, pubblicate nel novembre dello stesso anno, ottenute grazie a fasci di neutrini più stretti e con una separazione temporale minore sembravano confermare i risultati ottenuti in precedenza, ma nel marzo 2012, durante un workshop tenuto presso i Laboratori nazionali del Gran Sasso, è stata comunicata la presenza di alcuni errori sistematici nell'apparato di misura (in particolare un'errata calibrazione dell'orologio atomico necessario per calcolare il tempo di volo dei neutrini e una cattiva connessione di una fibra ottica con il sistema GPS) che possono giustificare il valore anomalo della velocità dei neutrini. Un libro pubblicato nel 2017 traccia con grande dettaglio gli avvenimenti che hanno indotto in errore la collaborazione OPERA.

## Open Data
La collaborazione OPERA ha reso pubblici i propri dati attraverso il CERN Open Data Portal. In questo modo, anche i ricercatori che non fanno parte della collaborazione OPERA potranno utilizzarli per condurre nuove ricerche. Inoltre, i dati messi a disposizione sono arricchiti da informazioni e strumenti di visualizzazione che ne aiutano l’interpretazione e l’utilizzo per scopi didattici. Questi di OPERA sono i primi dati non prodotti a LHC e le uniche interazioni di neutrini messe a disposizione sul portale Open Data del CERN, un programma lanciato nel 2014.
Una descrizione del campione di dieci neutrini tauonici è stata pubblicata sulla rivista scientifica Scientific Data di Nature.